# Balcanodiscus magnus
Balcanodiscus magnus is een slakkensoort uit de familie van de Zonitidae. De wetenschappelijke naam van de soort is voor het eerst geldig gepubliceerd in 1988 door P. Reischutz.